# 2017-es magyar atlétikai bajnokság
A 2017-es magyar atlétikai bajnokság a 122. bajnokság volt.

## Időpontok
- téli dobó bajnokság: február 25., Szombathely
- mezeifutás: március 11., Kecskemét
- 50 km gyaloglás: március 25., Gyűgy
- 10 000 m: április 30., Budapest
- 20 km-es gyaloglás: április 30., Békéscsaba
- többpróba: május 20-21., Debrecen
- pályabajnokság: június 9-11., Székesfehérvár
- félmaraton: szeptember 10., Budapest
- váltó bajnokság: szeptember 16., Budapest
- 10 km: szeptember 24., Szombathely
- maraton: október 15., Budapest

## Eredmények

### Férfiak
| Versenyszám            | Arany                                                                     | Arany            | Ezüst                                                                   | Ezüst                 | Bronz                                                                   | Bronz                      |
| ---------------------- | ------------------------------------------------------------------------- | ---------------- | ----------------------------------------------------------------------- | --------------------- | ----------------------------------------------------------------------- | -------------------------- |
| 100 m                  | Szabó Dániel Alba Regia AK                                                | 10,49            | Sipos János Szolnoki MÁV                                                | 10,54                 | Bézsenyi Gergely Bp. Honvéd                                             | 10,68                      |
| 200 m                  | Szabó László Ferencvárosi TC                                              | 21,38            | Szabó Dániel Alba Regia AK                                              | 21,41                 | Máté Tamás Keszthely VDSE                                               | 21,47                      |
| 400 m                  | Deák Nagy Marcell Bp. Honvéd                                              | 47,55            | Jagodics Dennis Haladás VSE                                             | 48,22                 | Boda Boldizsár Haladás VSE                                              | 48,50                      |
| 800 m                  | Kazi Tamás Debreceni SC-SI                                                | 1:50,85          | Kiss Gergő VEDAC                                                        | 1:50,98               | Vindics Balázs Bp. Honvéd                                               | 1:51,07                    |
| 1500 m                 | Kazi Tamás Debreceni SC-SI                                                | 3:53,32          | Kovács Benjámin Bp. Honvéd                                              | 3:53,70               | Vindics Balázs Bp. Honvéd                                               | 3:53,83                    |
| 5000 m                 | Szögi István VEDAC                                                        | 14:50,65         | Galamb Csaba Kecskeméti ARC                                             | 14:54,78              | Gregor László Békéscsabai AC                                            | 14:56,83                   |
| 10 000 m               | Kovács Benjámin Bp. Honvéd                                                | 29:27,14         | Juhász Balázs Debreceni SC-SI                                           | 29:35,74              | Bicsák Bence Psn Zrt                                                    | 29:39,22                   |
| maraton                | Józsa Gábor MAC                                                           | 2:20:22          | Csere Gáspár BEAC                                                       | 2:21:03               | Jenkei Péter Vasas                                                      | 2:22:19                    |
| 110 m gát              | Baji Balázs Békéscsabai AC                                                | 13,29            | Tano Leonardo Ikarus BSE                                                | 15,03                 | Rády Zoltán Dunakeszi VSE                                               | 15,05                      |
| 400 m gát              | Koroknai Tibor Debreceni SC-SI                                            | 49,90            | Tamási Ottó Kecskeméti ARC                                              | 53,16                 | Balasi Imre Békési DAC                                                  | 53,40                      |
| 3000 m akadály         | Juhász Balázs Debreceni SC-SI                                             | 8:50,15          | Dani Áron BEAC                                                          | 8:59,92               | Gregor László Békéscsabai AC                                            | 9:01,54                    |
| 4 × 100 m              | Pisch Milán Szabó Dániel Góger Ádám Hegedűs Mátyás Alba Regia AK          | 41,53            | Dienes Mátyás Baki Barnabás Balogh Péter Köcse Richárd Zalaegerszegi AC | 41,62                 | Kása Tibor Móricz Bálint Sárközi Dominik Boda Boldizsár Haladás VSE     | 41,83                      |
| 4 × 200 m váltó        | Martinek Richárd Kovács Dániel Kovács Tamás<brEszes Dániel> Dunakeszi VSE | 1:28,09          | Dienes Mátyás Balogh Péter Baki Barnabás Köcse Richárd Zalaegerszegi AC | 1:28,49               | Pázmándi Zsolt Sipos János Ecseki Dániel Boros Bence Szolnoki MÁV       | 1:28,98                    |
| 4 × 400 m              | Takács Ákos Kovács Zoltán Vindics Balázs Deák Nagy Marcell Bp. Honvéd     | 3:14,93          | Győri Árpád Gutema Emanuel Koroknai Máté Koroknai Tibor Debreceni SC-SI | 3:15,40               | Jagodics Dennis Kemény Dávid Sárközi Dominik Boda Boldizsár Haladás VSE | 3:15,48                    |
| 4 × 800 m váltó        | Farkas Gábor Szász Bence Kárász K. Zakariás Szelley Áron Ferencvárosi TC  | 8:33,33          | Több induló nem volt.                                                   | Több induló nem volt. | Több induló nem volt.                                                   | Több induló nem volt.      |
| 20 km gyaloglás        | Helebrandt Máté Nyíregyházi SC                                            | 1:23:11          | Venyercsán Bence Bp. Honvéd                                             | 1:25:29               | Srp Miklós Bp. Honvéd                                                   | 1:26:38                    |
| 50 km gyaloglás        | Tokodi Dávid Ferencvárosi TC                                              | 4:09:15          | Csaba István Bp. Honvéd                                                 | 6:06:03               | Több célbaérkező nem volt.                                              | Több célbaérkező nem volt. |
| magasugrás             | Bakosi Péter Nyíregyházi SC                                               | 2,16 m           | Jankovics Dániel BSC                                                    | 2,14 m                | Horváth Csaba Ikarus BSE                                                | 2,08 m                     |
| rúdugrás               | Simonváros Csanád Gödöllői EAC                                            | 4,80 m           | Böndör Dániel AC Bonyhád                                                | 4,80 m                | Barcsay Csanád TFSE                                                     | 4,70 m                     |
| távolugrás             | Virovecz István Ferencvárosi TC                                           | 7,69 m           | Szabó László Ferencvárosi TC                                            | 7,44 m                | Pál Robin Nyíregyházi SC                                                | 7,39 m                     |
| hármasugrás            | Galambos Tibor Ferencvárosi TC                                            | 16,15 m          | László Dávid Győri AC                                                   | 16,14 m               | Pál Robin Nyíregyházi SC                                                | 15,12 m                    |
| súlylökés              | Kürthy Lajos Mohácsi TE                                                   | 17,54 m          | Kerekes László Nyíregyházi SC                                           | 17,19 m               | Detrik Balázs Ikarus BSE                                                | 16,85 m                    |
| diszkoszvetés          | Kővágó Zoltán Szolnoki Honvéd                                             | 63,06 m          | Szikszai Róbert Nyíregyházi SC                                          | 61,51 m               | Huszák János Ferencvárosi TC                                            | 59,91 m                    |
| kalapácsvetés          | Halász Bence Dobó SE                                                      | 75,32 m          | Pars Krisztián Dobó SE                                                  | 74,85 m               | Pásztor Bence Alba Regia AK                                             | 72,24 m                    |
| gerelyhajítás          | Rivasz-Tóth Norbert Szolnoki MÁV                                          | 80,50 m          | Schmölcz Márk Tatabányai SC                                             | 72,16 m               | Rab Attila Ikarus BSE                                                   | 71,71 m                    |
| tízpróba               | Naszódi Benedek KSI                                                       | 6750             | Raffai Péter KSI                                                        | 6187                  | Hegedűs Mátyás Alba Regita AK                                           | 5413                       |
| tízpróba csapat        | Botka Levente Katonai Norbert Vágó András Ferencvárosi TC                 | 14 522           | Több induló nem volt.                                                   | Több induló nem volt. | Több induló nem volt.                                                   | Több induló nem volt.      |
| 10 km                  | Juhász Balázs Debreceni SC-SI                                             | 30:31            | Kovács Tamás VEDAC                                                      | 30:34                 | Koszár Zsolt SYN FIT SZTG                                               | 30:52                      |
| 10 km csapat           | Kovács Tamás Bertalan Renátó Barabás Gábor VEDAC                          | 23               | Halász Ádám Kiss Dávid Fazekas Milán PSN Zrt                            | 30                    | Horváth György Kovács Attila Jacsev Sámuel Szombathelyi ESE             | 40                         |
| félmaraton             | Csere Gáspár BEAC                                                         | 1:07:19          | Józsa Gábor MAC                                                         | 1:07:23               | Juhász Balázs Debreceni SC-SI                                           | 1:07:43                    |
| félmaraton csapat      | Csere Gáspár Farkas Dárius Dani Áron BEAC                                 | 3:33:30          | Józsa Gábor Minczér Albert Kedves Roland MAC                            | 3:34:01               | Kovács Tamás Kis Áron Fonyó Sándor VEDAC                                | 3:39:59                    |
| maraton csapat         | Józsa Gábor Makár László Varga József MAC                                 | 8:04:31          | Szilágyi Péter Szőllősi Renátó Hadházi Máté Tiszakécske VSE             | 8:10:06               | Zsigmond Előd Orsós Zoltán Deák Bálint Szekszárdi Sportközpont          | 8:26:12                    |
| 20 km gyaloglás csapat | Venyercsán Bence Srp Miklós Csaba István Bp. Honvéd                       | 5:03:29          | Marinka Zsolt Papp Ferenc Fábián András Szegedi VSE                     | 5:54:09               | Több induló nem volt.                                                   | Több induló nem volt.      |
| 50 km gyaloglás csapat | Nem volt induló.                                                          | Nem volt induló. | Nem volt induló.                                                        | Nem volt induló.      | Nem volt induló.                                                        | Nem volt induló.           |
| mezeifutás             | Gregor László Békéscsabai AC                                              | 32:13            | Kovács Benjámin Bp. Honvéd                                              | 32:36                 | Szögi István VEDAC                                                      | 32:43                      |
| mezeifutás csapat      | Juhász Balázs Kazi Tamás Pápai Márton Debreceni SC-SI                     | 21               | Szögi István Bertalan Renátó Szalai Benjámin VEDAC                      | 26                    | Kovács Benjámin Honti Attila Vindics Balázs Bp. Honvéd                  | 33                         |

### Nők
| Versenyszám            | Arany                                                            | Arany    | Ezüst                                                                   | Ezüst                 | Bronz                                                            | Bronz                 |
| ---------------------- | ---------------------------------------------------------------- | -------- | ----------------------------------------------------------------------- | --------------------- | ---------------------------------------------------------------- | --------------------- |
| 100 m                  | Sorok Klaudia Győri AC                                           | 11,64    | Kaptur Éva Bp. Honvéd                                                   | 11,76                 | Nguyen Anasztázia MTK                                            | 11,93                 |
| 200 m                  | Kaptur Éva Bp. Honvéd                                            | 24,09    | Ferenczi Melinda Zalaegerszegi AC                                       | 24,12                 | Nádházy Evelin Bp. Honvéd                                        | 24,25                 |
| 400 m                  | Nádházy Evelin Bp. Honvéd                                        | 54,0     | Osváth Krisztina Nyíregyházi SC                                         | 54,7                  | Molnár Janka Budafoki MTE                                        | 54,9                  |
| 800 m                  | Kéri Bianka VEDAC                                                | 2:03,80  | Osváth Krisztina Nyíregyházi SC                                         | 2:08,40               | Kószás Kriszta \|Győri AC\|2:09,44                               |                       |
| 1500 m                 | Gyürkés Viktória Ikarus BSE                                      | 4:13,52  | Kácser Zita Debreceni SC-SI                                             | 4:18,37               | Böhm Lilla Bp. Honvéd                                            | 4:19,03               |
| 5000 m                 | Papp Krisztina Újpesti TE                                        | 16:03,83 | Tóth Lili Anna Dombóvári Vasutas                                        | 16:32,55              | Böhm Lilla Bp. Honvéd                                            | 16:58,68              |
| 10 000 m               | Papp Krisztina Újpesti TE                                        | 33:19,99 | Kácser Zita Debreceni SC-SI                                             | 34:39,45              | Böhm Lilla Bp. Honvéd                                            | 35:23,56              |
| maraton                | Szabó Tünde Pécsi VSK                                            | 2:42:49  | Staicu Simona Dunakeszi VSE                                             | 2:51:42               | Gulyás Vera Debreceni SC-SI                                      | 2:56:09               |
| 100 m gát              | Kerekes Gréta Debreceni SC-SI                                    | 13,13    | Sorok Klaudia Győri AC                                                  | 13,27                 | Répási Petra Gödöllői EAC                                        | 13,39                 |
| 400 m gát              | Zsiga Mónika Ikarus BSE                                          | 1:01,95  | Sier Zsófia BSC                                                         | 1:02,50               | Tóth Rebeka Újpesti TE                                           | 1:02,78               |
| 3000 m akadály         | Gyürkés Viktória Ikarus BSE                                      | 9:48,67  | Kácser Zita Debreceni SC-SI                                             | 9:54,97               | Tóth Lili Anna Dombóvári Vasutas                                 | 10:03,48              |
| 4 × 100 m váltó        | Turcsik Katalin Kaptur Éva Sajtos Anna Nádházy Evelin Bp. Honvéd | 45,68    | Nagy Pálma Ferenczi Melinda Varga Panna Csóti Jusztina Zalaegerszegi AC | 47,48                 | Kéri Bettina Renkó Evelin Szigeti Beatrix Fülöp Virág VEDAC      | 48,53                 |
| 4 × 200 m váltó        | Kaptur Éva Turcsik Katalin Sajtos Anna Nádházy Evelin Bp. Honvéd | 1:38,01  | Fülöp Virág Göncz Anna Kéri Bettina Renkó Evelin VEDAC                  | 1:43,18               | Farkas Petra Pőcze Kinga Máté Barbara Rácz Réka Dunakeszi VSE    | 1:46,01               |
| 4 × 400 m váltó        | Király Adél Kaptur Éva Sajtos Anna Nádházy Evelin Bp. Honvéd     | 3:43,54  | Göncz Anna Csorba Eszter Renkó Evelin Kéri Bianka VEDAC                 | 3:47,13               | Répássy Hanna Kószás Kriszta Sorok Klaudia Takács Eliza Győri AC | 3:47,74               |
| 4 × 800 m váltó        | Kozák Rebeka Répássy Hanna Takács Eliza Kószás Kriszta Győri AC  | 9:09,75  | Beke Zsanett Tamás Zsófia Tóth Virág Tóth Lili Anna Dombóvári Vasutas   | 9:11,90               | Jánosi Lilla Perjés Fanni Heffner Hédi Ohn Kinga BEAC            | 9:20,59               |
| 20 km gyaloglás        | Madarász Viktória Újpesti TE                                     | 1:31:39  | Récsei Rita Bp. Honvéd                                                  | 1:34:43               | Torma Anett Kaposvári AC                                         | 1:35:28               |
| magasugrás             | Szabó Barbara Újpesti TE                                         | 1,87 m   | Krizsán Xénia MTK                                                       | 1,81 m                | Renner Luca Gödöllői EAC                                         | 1,78 m                |
| rúdugrás               | Siskó Zsófia Alba Regia AK                                       | 4,00 m   | Szűcs Krisztina MTK                                                     | 3,90 m                | Szabó Diana MTK                                                  | 3,90 m                |
| távolugrás             | Farkas Petra Dunakeszi VSE                                       | 6,41 m   | Krizsán Xénia MTK                                                       | 6,26 m                | Lesti Diana Kecskeméti ARC                                       | 6,26 m                |
| hármasugrás            | Hoffer Krisztina Tatabányai SC                                   | 13,34 m  | Bajnok Eszter Favorit AC                                                | 13,27 m               | Zajácz Petra Nyíregyházi SC                                      | 12,68 m               |
| súlylökés              | Márton Anita Békéscsabai AC                                      | 18,55 m  | Veiland Violetta Zalaegerszegi AC                                       | 15,07 m               | Krizsán Xénia MTK                                                | 14,19 m               |
| diszkoszvetés          | Márton Anita Békéscsabai AC                                      | 56,88 m  | Kerekes Dóra Nyíregyházi SC                                             | 51,11 m               | Váradi Krisztina Maximus SE                                      | 49,31 m               |
| kalapácsvetés          | Gyurátz Réka Dobó SE                                             | 68,76 m  | Orbán Éva VEDAC                                                         | 64,21 m               | Gergelics Cintia Dobó SE                                         | 63,52 m               |
| gerelyhajítás          | Bogdán Annabella Békéscsabai AC                                  | 58,79 m  | Szilágyi Réka Szolnoki MÁV                                              | 55,29 m               | Bakos Karolina Szolnoki MÁV                                      | 46,73 m               |
| hétpróba               | Renner Luca Gödöllői EAC                                         | 5309     | Szabó Beatrix MTK                                                       | 5018                  | Nyeste Ágnes Békési DAC                                          | 4305                  |
| hétpróba csapat        | Nyeste Ágnes Szilágyi Petra Domokos Tímea Békési DAC             | 10 630   | Veres Fanni Gyöngyösi Terézia Nagy Réka Békési DAC                      | 9221                  | Több induló nem volt.                                            | Több induló nem volt. |
| 10 km                  | Kácser Zita Debreceni SC-SI                                      | 34:30    | Tóth Lili Anna Dombóvári Vasutas                                        | 34:46                 | Ferenc Katalin Vasas                                             | 35:50                 |
| 10 km csapat           | Ohn Kinga Molnár Valéria Jánosi Lilla BEAC                       | 40       | Bakonyi Fruzsina Varga Dorottya Varga Annabella Footour Sportegyesület  | 45                    | Kószás Kriszta Takács Eliza Kozák Rebeka Győri AC                | 46                    |
| félmaraton             | Kácser Zita Debreceni SC-SI                                      | 1:16:59  | Gulyás Vera Debreceni SC-SI                                             | 1:18:29               | Szabó Tünde Pécsi VSK                                            | 1:18:58               |
| félmaraton csapat      | Csomor Erika Csáki Enikő Szász Imola Ferencvárosi TC             | 4:36:0   | Torma Anett Csönge Helén Kodzsagogov Zsaklin Kaposvári AC               | 4:44:41               | Bódi Zsófia Kárász Krisztina Drahos Veronika Dunakeszi VSE       | 4:46:20               |
| maraton csapat         | Mag Erika Zólyomi Kinga Bosznay Diána Csömöri Sport Kft          | 9:54:41  | Több induló nem volt.                                                   | Több induló nem volt. | Több induló nem volt.                                            | Több induló nem volt. |
| mezeifutás             | Böhm Lilla Bp. Honvéd                                            | 21:46    | Kácser Zita Debreceni SC-SI                                             | 22:03                 | Gulyás Vera Debreceni SC-SI                                      | 22:21                 |
| mezeifutás csapat      | Kácser Zita Gulyás Vera Aradi Bernadett Debreceni SC-SI          | 11       | Böhm Lilla Horváth Tímea Szarka Eszter Bp. Honvéd                       | 29                    | Weiler Virág Szerencsi Ildikó Krizsák Piroska KSI                | 31                    |
| 20 km gyaloglás csapat | Récsei Rita Matalin Brigitta Tóth Andrea Bp. Honvéd              | 5:39:33  | Több induló nem volt.                                                   | Több induló nem volt. | Több induló nem volt.                                            | Több induló nem volt. |

## Téli dobóbajnokság
Férfiak
| Versenyszám   | Arany                        | Arany   | Ezüst                   | Ezüst   | Bronz                       | Bronz   |
| ------------- | ---------------------------- | ------- | ----------------------- | ------- | --------------------------- | ------- |
| diszkoszvetés | Huszák János Ferencvárosi TC | 59,77 m | Savanyú Péter Tamási AC | 58,74 m | Seres András Maximus SE     | 53,93 m |
| kalapácsvetés | Pars Krisztián Dobó SE       | 74,44 m | Halász Bence Dobó SE    | 73,22 m | Pásztor Bence Alba Regia AK | 69,12 m |
| gerelyhajítás | Rab Attila Ikarus BSE        | 67,90 m | Magyari Zoltán MTK      | 66,06 m | Adame Máté Reménység Vác    | 61,90 m |

Nők
| Versenyszám   | Arany                           | Arany   | Ezüst                       | Ezüst   | Bronz                       | Bronz   |
| ------------- | ------------------------------- | ------- | --------------------------- | ------- | --------------------------- | ------- |
| diszkoszvetés | Márton Anita Békéscsabai AC     | 55,55 m | Kerekes Dóra Nyíregyházi SC | 49,61 m | Váradi Krisztina Maximus SE | 49,51 m |
| kalapácsvetés | Gyurátz Réka Dobó SE            | 68,58 m | Gergelics Cintia Dobó SE    | 63,78 m | Németh Zsanett Dobó SE      | 57,80 m |
| gerelyhajítás | Bogdán Annabella Békéscsabai AC | 51,04 m | Jákfalvi Blanka Ikarus BSE  | 42,08 m | Bóbis Dorina Reménység Vác  | 38,02 m |